# Ohrlöffelstachelinge
Die Ohrlöffelstachelinge (Auriscalpium) sind die Typgattung der Familie der Ohrlöffelstachelingsverwandten (Auriscalpiaceae). Die Pilze haben kleine, braunsamtige Hüte mit einem stacheligen (hydnoiden) Hymenophor und einem mehr oder weniger seitlich ansetzenden Stiel. Die Sporen sind amyloid und warzig bis stachelig ornamentiert. Der Ohrlöffel-Stacheling (Auriscalpium vulgare S.F. Gray) ist die einzige in Mitteleuropa vorkommende Art und zugleich die Typusart der Gattung. Der Pilz wächst auf Koniferenzapfen.
Die Bezeichnung der Pilze geht zurück auf Lateinisch auriscalpium, eine linsenförmige Spachtel, die früher unter anderem zur Ohrreinigung benutzt wurde.

## Merkmale

### Makromerkmale
Die Fruchtkörper sind in Hut und einen mehr oder weniger seitlich ansitzenden Stiel gegliedert. Der nierenförmige Hut ist 7–20 mm breit und gewölbt bis flach. Die stumpfbraune, mehr oder weniger glatte Oberseite ist trocken und zottig bis filzig-samtig behaart. Das Hymenophor ist wie beim Semmel-Stoppelpilz stachelig (hydnoid). Die Stachel sind weißlich, matt braun oder grau. Der unberingte Stiel misst 20–140 × 1–3 mm. Der Pilz hat ein zähes Fleisch (Kontext) und ein weißes bis cremefarbenes Sporenpulver.

### Mikromerkmale
Die ellipsoiden, amyloiden Sporen sind warzig oder stachelig ornamentiert und nicht cyanophil. Sie sind etwas dickwandig und messen 4,5–5,5 × 3,5–4,5 µm. Die Basidien sind 4-sporig und haben an ihrem basalen Ende Schnallen. Auch Zystiden sind vorhanden. Das Hyphensystem ist dimitisch. Es sind Skeletthyphen und 3–5 µm breite, gloeoplere Hyphen vorhanden, die als keulige oder spitze Gloeozystiden bis ins Hymenium hineinragen. Die Huthaut (Pileipellis) ist ein Trichoderm oder ein Konioderm. Die Hymenophoraltrama ist regelmäßig.

## Ökologie und Verbreitung
In Mitteleuropa kommt nur eine Art Auriscalpium vulgare vor, die saprobiontisch auf Nadelholz, beziehungsweise auf vergrabenen Nadelzapfen wächst. Arten, die in Neuseeland, Südamerika oder Asien vorkommen, können auch Laubholz zersetzen. Weltweit gibt es etwa 16 Arten.

## Systematik
1821 trennte Gray die Gattung Auriscalpium von der Gattung Hydnum ab, zu der Linné die Arten 1753 wegen ihres stacheligen Hymenophors gestellt hatte.

Minimum Evolution-Stammbaum von Auriscalpium. Auriscalpium ist nah verwandt mit Gloiodon und Dentipratulum. Der Stammbaum wurde mit dem MEGA 5.10-Programm erstellt. Alle rDNA-Sequenzen stammen von der GenBank. Der Bootstraptest wurde mit 1000 Wiederholungen durchgeführt. Alle weiteren Informationen werden in der Bildbeschreibung angegeben.

Die Gattung ist phylogenetisch sowohl mit der Gattung Gloiodon, deren Arten effus-reflexe Fruchtkörper besitzen, als auch mit der monotypischen Gattung Dentipratulum verwandt, die ebenfalls hydnoide, aber gesellig wachsende Fruchtkörper hat.